# Гварена Нуова (Кјети)
Гварена Нуова (итал. Guarenna Nuova) је насеље у Италији у округу Кјети, региону Абруцо.
Према процени из 2011. у насељу је живело 318 становника. Насеље се налази на надморској висини од 127 м.